# あんさんぶるスターズ!! アルバムシリーズ『TRIP』
「あんさんぶるスターズ!! アルバムシリーズ『TRIP』」（あんさんぶるスターズ アルバムシリーズ トリップ）は、2023年7月19日からリリースされているキャラクターソングアルバムシリーズ。

## 概要
Happy Elementsが提供する携帯電話ゲーム「あんさんぶるスターズ!!」のキャラクターソングCDのアルバムシリーズ。ゲームのリニューアル前の「あんさんぶるスターズ!」から数えると、アルバムシリーズとしては第2弾にあたる。発売元はフロンティアワークス、Happy Elements。
既存曲に加え新たなユニットソングとソロ歌唱曲を収録。初回限定生産盤には各ユニットバージョンの、アプリ主題歌と周年楽曲を収録したCDが特典として付属する。

## Vol.01 Crazy:B
2023年7月19日発売。「Crazy:B」の1stアルバム。
収録曲
1. NA NA NA SUMMER NIGHT BeeAT
作詞：松井洋平＆HIROKI（ORANGE RANGE）、作曲・編曲：NAOTO（ORANGE RANGE）
2. -Corner-（Instrumental）
3. Noisy:Beep
作詞：松井洋平、作曲・編曲：山田竜平
4. Crazy Roulette
作詞：こだまさおり、作曲：SHIBU＆YU-G、編曲：SHIBU
5. RISKY VENUS
作詞：こだまさおり、作曲・編曲：本多友紀（Arte Refact）
6. Honeycomb Summer
作詞：松井洋平、作曲：原田篤（Arte Refact）、編曲：酒井拓也（Arte Refact）
7. 指先のアリアドネ
作詞：こだまさおり、作曲：宮下浩司、編曲：本間昭光（bluesofa）
8. PARANOIA STREET
作詞：こだまさおり、作曲：YU＆山田竜平、編曲：YU
9. Helter-Spider
作詞：磯谷佳江、作曲・編曲：玉木千尋
10. Crazy Anthem
作詞：こだまさおり、作曲：宮家智彦（Arte Refact）、編曲：水野谷怜（Arte Refact）
11. Be The Party Bee!
作詞：松井洋平、作曲・編曲：三好啓太
12. -Exit-（Instrumental）
13. Thrill Addict
歌：天城燐音
作詞：松井洋平、作曲・編曲：川崎智哉
14. 視線Hold me tight
歌：HiMERU
作詞：こだまさおり、作曲・編曲：草野将史
15. Petal's Resolution
歌：桜河こはく
作詞：松井洋平、作曲：片平翔大、編曲：久下真音
16. Yummy・Tummy・LOVE!!
歌：椎名ニキ
作詞：こだまさおり、作曲・編曲：浅利進吾

初回限定生産盤 特典CD収録曲
1. BRAND NEW STARS!!（Crazy:B ver.）
作詞：こだまさおり、作曲：桑原聖（Arte Refact）、編曲：脇眞富（Arte Refact）
2. Walk with your smile（Crazy:B ver.）
作詞：松井洋平、作曲・編曲：中土智博（APDREAM）
3. FUSIONIC STARS!!（Crazy:B ver.）
作詞：こだまさおり、作曲：大熊淳生（Arte Refact）、編曲：大熊淳生＆山本恭平（Arte Refact）
4. Surprising Thanks!!（Crazy:B ver.）
作詞：松井洋平、作曲・編曲：伊藤和馬（Arte Refact）
5. One with One（Crazy:B ver.）
作詞：こだまさおり、作曲・編曲：佐藤厚仁（Dream Monster）

## Vol.02 Ra*bits
2023年8月23日発売。『!』の『アルバムシリーズ』から通算すると「Ra*bits」の2ndアルバム。
収録曲
1. *Dream Opening*（Instrumental）
2. ヒカリスペクトル
作詞・作曲：aio、編曲：aio×hiroo
3. うさぎの森の音楽会
作詞：こだまさおり、作曲：桑原聖（Arte Refact）、編曲：脇眞富（Arte Refact）
4. パラレルメイズ
作詞：こだまさおり、作曲・編曲：めんま
5. Love it Love it
作詞：こだまさおり、作曲・編曲：古川貴浩
6. FALLIN' LOVE=IT'S WONDERLAND
作詞：松井洋平、作曲・編曲：INN
7. ハレノヒSugar Wave
作詞：こだまさおり、作曲：アッシュ井上＆武田将弥（Dream Monster）、編曲：アッシュ井上（Dream Monster）
8. *Happy Closing*（Instrumental）
9. Centre of the theatre
歌：真白友也
作詞：松井洋平、作曲・編曲：伊藤和馬（Arte Refact）
10. Hopping on the music notes!
歌：仁兎なずな
作詞：松井洋平、作曲・編曲：本多友紀（Arte Refact）
11. SUPER SPACE STAR☆
歌：天満光
作詞：こだまさおり、作曲・編曲：Len
12. ボクスケッチ
歌：紫之創
作詞：こだまさおり、作曲：佐野仁美＆ひろせP（YCM）、編曲：misutoJJ

初回限定生産盤 特典CD収録曲
1. BRAND NEW STARS!!（Ra*bits ver.）
作詞：こだまさおり、作曲：桑原聖（Arte Refact）、編曲：脇眞富（Arte Refact）
2. Walk with your smile（Ra*bits ver.）
作詞：松井洋平、作曲・編曲：中土智博（APDREAM）
3. FUSIONIC STARS!!（Ra*bits ver.）
作詞：こだまさおり、作曲：大熊淳生（Arte Refact）、編曲：大熊淳生＆矢鴇つかさ（Arte Refact）
4. Surprising Thanks!!（Ra*bits ver.）
作詞：松井洋平、作曲・編曲：伊藤和馬（Arte Refact）
5. One with One（Ra*bits ver.）
作詞：こだまさおり、作曲・編曲：佐藤厚仁（Dream Monster）

## Vol.03 Double Face
2023年9月20日発売。「Double Face」の1stアルバム。「MaM」の歌唱楽曲も収録。
収録曲
1. ネビュラ
作詞：ミヤ（MUCC）、作曲：YUKKE（MUCC）、編曲：ミヤ（MUCC）
2. Foggy night（Instrumental）
3. Sleeper Mystery Train
作詞：松井洋平、作曲：SHIBU＆YU-G、編曲：SHIBU
4. =EYE=
作詞：こだまさおり、作曲：本田正樹 （Dream Monster）、編曲：椿山日南子 （Dream Monster）
5. Stippling
作詞：松井洋平、作曲：神田莉緒香、編曲：中村タイチ
6. Secret of Metropolis
作詞：松井洋平、作曲：西寺郷太＆谷口尚久、編曲：谷口尚久＆西寺郷太
7. Bye-Bye Buddy
作詞：こだまさおり、作曲・編曲：アッシュ井上（Dream Monster）
8. No name yet
作詞：こだまさおり、作曲・編曲：佐々木裕
9. ハンズクラフト
歌：MaM
作詞：松井洋平、作曲・編曲：鋼鉄兄貴 （HANO）
10. HELLO, NEW YEAR!
歌：MaM
作詞：松井洋平、作曲・編曲：浅利進吾
11. CROSS SHINE
歌：三毛縞斑
作詞：こだまさおり、作曲・編曲：要田健（Relic Lyric, inc.）

初回限定生産盤 特典CD収録曲
1. BRAND NEW STARS!!（Double Face ver.）
作詞：こだまさおり、作曲：桑原聖（Arte Refact）、編曲：脇眞富（Arte Refact）
2. Walk with your smile（Double Face ver.）
作詞：松井洋平、作曲・編曲：中土智博（APDREAM）
3. FUSIONIC STARS!!（Double Face ver.）
作詞：こだまさおり、作曲：大熊淳生（Arte Refact）、編曲：大熊淳生＆伊藤和馬（Arte Refact）
4. Surprising Thanks!!（Double Face ver.）
作詞：松井洋平、作曲・編曲：伊藤和馬（Arte Refact）
5. One with One（Double Face ver.）
作詞：こだまさおり、作曲・編曲：佐藤厚仁（Dream Monster）

## Vol.04 fine
2023年10月4日発売。『!』の『アルバムシリーズ』から通算すると「fine」の2ndアルバム。「fine-O」の歌唱楽曲も収録。
収録曲
1. Angelic Grace
作詞：こだまさおり、作曲・編曲：神前暁 （MONACA）
2. Sunlight（Instrumental）
3. Never-ending Stage!!!!
作詞：松井洋平、作曲・編曲：三好啓太
4. 恋はプリマヴェーラ！
作詞：こだまさおり、作曲・編曲：板垣祐介
5. The Tempest Night
作詞：松井洋平、作曲・編曲：陶山隼
6. Ghostic Treat House
作詞：こだまさおり、作曲・編曲：浅利進吾
7. Dreaming Ocean
作詞：松井洋平、作曲・編曲：めんま
8. Gloaming（Instrumental）
9. Dawning Angels（ボーナストラック）
歌：fine-O
作詞：こだまさおり、作曲・編曲：重永亮介
10. Feathers of Ark
作詞：松井洋平、作曲：杉山勝彦、編曲：杉山勝彦＆谷地学＆石原剛志
11. Crystal Pleasure
歌：天祥院英智
作詞：こだまさおり、作曲・編曲：佐藤厚仁 （Dream Monster）
12. Wandering Clown
歌：日々樹渉
作詞：こだまさおり、作曲・編曲：伊藤和馬 （Arte Refact）
13. Treasure Memories
歌：姫宮桃李
作詞：松井洋平、作曲：小野貴光、編曲：玉木千尋
14. Welcome back, dear moment
歌：伏見弓弦
作詞：松井洋平、作曲・編曲：木下智哉

初回限定生産盤 特典CD収録曲
1. BRAND NEW STARS!!（fine ver.）
作詞：こだまさおり、作曲：桑原聖（Arte Refact）、編曲：脇眞富（Arte Refact）
2. Walk with your smile（fine ver.）
作詞：松井洋平、作曲・編曲：中土智博（APDREAM）
3. FUSIONIC STARS!!（fine ver.）
作詞：こだまさおり、作曲：大熊淳生（Arte Refact）、編曲：大熊淳生＆山本恭平（Arte Refact）
4. Surprising Thanks!!（fine ver.）
作詞：松井洋平、作曲・編曲：伊藤和馬（Arte Refact）
5. One with One（fine ver.）
作詞：こだまさおり、作曲・編曲：佐藤厚仁（Dream Monster）

## Vol.05 Valkyrie
2023年11月8日発売。『!』の『アルバムシリーズ』から通算すると「Valkyrie」の2ndアルバム。
収録曲
1. -Open the cover-（Instrumental）
2. 祝福のLibrary
作詞：磯谷佳江、作曲・編曲：志方あきこ
3. Eternal Weaving
作詞：松井洋平、作曲：桑原聖（Arte Refact）、編曲：矢鴇つかさ（Arte Refact）
4. Turn a page（Instrumental）
5. Acanthe
作詞・作曲：分島花音、編曲：千葉"naotyu-"直樹
6. 迷宮電子回廊
作詞：こだまさおり、作曲：Hiroki Sagawa＆須田悦弘 （Relic Lyric, inc）、編曲：須田悦弘 （Relic Lyric, inc）
7. Le temps des fleurs
作詞：松井洋平、作曲・編曲：SHIKI
8. 麗しのナイチンゲール
作詞：こだまさおり、作曲・編曲：須田悦弘 （Relic Lyric, inc）
9. -Close the book-（Instrumental）
10. Amor Vincit Omnia
歌：斎宮宗
作詞：松井洋平、作曲：叶人＆加藤冴人、編曲：加藤冴人
11. 夢見るアーキテクチャ
歌：影片みか
作詞：こだまさおり、作曲・編曲：玉木千尋

初回限定生産盤 特典CD収録曲
1. BRAND NEW STARS!!（Valkyrie ver.）
作詞：こだまさおり、作曲：桑原聖（Arte Refact）、編曲：脇眞富（Arte Refact）
2. Walk with your smile（Valkyrie ver.）
作詞：松井洋平、作曲・編曲：中土智博（APDREAM）
3. FUSIONIC STARS!!（Valkyrie ver.）
作詞：こだまさおり、作曲：大熊淳生（Arte Refact）、編曲：大熊淳生＆原田篤（Arte Refact）
4. Surprising Thanks!!（Valkyrie ver.）
作詞：松井洋平、作曲・編曲：伊藤和馬（Arte Refact）
5. One with One（Valkyrie ver.）
作詞：こだまさおり、作曲・編曲：佐藤厚仁（Dream Monster）

## Vol.06 2wink
2023年12月6日発売。『!』の『アルバムシリーズ』から通算すると「2wink」の2ndアルバム。
収録曲
1. J△MMinG☆（Instrumental）
2. トゥウィンクル空中戦
作詞・作曲・編曲：ナユタン星人
3. Fighting Dreamer
作詞：松井洋平、作曲：SHOW＆Dirty Orange（Digz, Inc. Group）、編曲：Dirty Orange（Digz, Inc. Group）
4. Love×me⇄monsteR
作詞：こだまさおり、作曲：SHOW＆Dirty Orange（Digz, Inc. Group）、編曲：Dirty Orange（Digz, Inc. Group）
5. Turbulent Storm
作詞：松井洋平、作曲・編曲：原田雄一
6. POLYPHONIC WORLD
作詞：松井洋平、作曲：浅利進吾、編曲：陶山隼
7. Swee2wink Love Letter
作詞：こだまさおり、作曲・編曲：kz（livetune）
8. ∞AB+DUCT+I→ON∞（Instrumental）
9. GO-AHEAD SIGNAL
歌：葵ひなた
作詞：こだまさおり、作曲・編曲：福島貴夫
10. A WAY OF LIGHT
歌：葵ゆうた
作詞：松井洋平、作曲・編曲：玉木千尋

初回限定生産盤 特典CD収録曲
1. BRAND NEW STARS!!（2wink ver.）
作詞：こだまさおり、作曲：桑原聖（Arte Refact）、編曲：脇眞富（Arte Refact）
2. Walk with your smile（2wink ver.）
作詞：松井洋平、作曲・編曲：中土智博（APDREAM）
3. FUSIONIC STARS!!（2wink ver.）
作詞：こだまさおり、作曲：大熊淳生（Arte Refact）、編曲：大熊淳生＆矢鴇つかさ（Arte Refact）
4. Surprising Thanks!!（2wink ver.）
作詞：松井洋平、作曲・編曲：伊藤和馬（Arte Refact）
5. One with One（2wink ver.）
作詞：こだまさおり、作曲・編曲：佐藤厚仁（Dream Monster）

## Vol.07 ALKALOID
2023年12月20日発売。「ALKALOID」の1stアルバム。
収録曲
1. DiZZineSS（Instrumental）
2. Black Out See Saw
作詞・作曲・編曲：TK （凛として時雨）
3. Kiss of Life
作詞：松井洋平、作曲・編曲：大和
4. Living on the edge
作詞：こだまさおり、作曲：YAS&小高光太郎、編曲：YAS
5. Distorted Heart
作詞：松井洋平、作曲・編曲：佐藤厚仁（Dream Monster)
6. You're Speculation
作詞：松井洋平、作曲・編曲：磯崎健史
7. VERMILION
作詞：こだまさおり、作曲・編曲：中土智博（APDREAM）
8. Hysteric Humanoid
作詞：こだまさおり、作曲・編曲：佐藤厚仁（Dream Monster）
9. Believe 4 leaves
作詞：松井洋平、作曲・編曲：岩瀬晃二郎
10. UNDYING HOLY LOVE
作詞：松井洋平、作曲：毛蟹（LIVE LAB.）、編曲：毛蟹&PAN（LIVE LAB.）
11. 翼モラトリアム
作詞：こだまさおり、作曲・編曲：山本恭平（Arte Refact）
12. SOLID SOUL
歌：天城一彩
作詞：こだまさおり、作曲・編曲：本多友紀（Arte Refact）
13. I LOVE “LOVE”♡
歌：白鳥藍良
作詞：松井洋平、作曲・編曲：伊藤和馬（Arte Refact）
14. Raise the Velvet
歌：礼瀬マヨイ
作詞：こだまさおり、作曲・編曲：片山将太
15. Starlight of Faith
歌：風早巽
作詞：松井洋平、作曲・編曲：KOUGA

初回限定生産盤 特典CD収録曲
1. BRAND NEW STARS!!（ALKALOID ver.）
作詞：こだまさおり、作曲：桑原聖（Arte Refact）、編曲：脇眞富（Arte Refact）
2. Walk with your smile（ALKALOID ver.）
作詞：松井洋平、作曲・編曲：中土智博（APDREAM）
3. FUSIONIC STARS!!（ALKALOID ver.）
作詞：こだまさおり、作曲：大熊淳生（Arte Refact）、編曲：大熊淳生&脇眞富（Arte Refact）
4. Surprising Thanks!!（ALKALOID ver.）
作詞：松井洋平、作曲・編曲：伊藤和馬（Arte Refact）
5. One with One（ALKALOID ver.）
作詞：こだまさおり、作曲・編曲：佐藤厚仁（Dream Monster)

## Vol.08 UNDEAD
2024年1月24日発売。『!』の『アルバムシリーズ』から通算すると「UNDEAD」の2ndアルバム。
収録曲
1. 罪の底
作詞：マオ（シド）、作曲：Shinji（シド）、編曲：シド
2. Resurrection of Soul
作詞：松井洋平、作曲・編曲：要田健（Relic Lyric, inc.）
3. Nightless World
作詞：松井洋平、作曲・編曲：永井正道
4. Savage Love Affair
作詞：こだまさおり、作曲・編曲：佐藤厚仁（Dream Monster)
5. No one knows…（Instrumental）
6. FORBIDDEN RAIN
作詞：こだまさおり、作曲・編曲：栗原暁（Jazzin' park）
7. Sustain Memories
作詞：こだまさおり、作曲・編曲：永井正道
8. Fiery Scream
歌：朔間零
作詞：松井洋平、作曲・編曲：玉木千尋
9. SURF ON SMILE
歌：羽風薫
作詞：松井洋平、作曲：堤功太（Dream Monster）、編曲：アッシュ井上（Dream Monster）
10. ENGRAVE LIVES
歌：大神晃牙
作詞：松井洋平、作曲・編曲：本多友紀（Arte Refact）
11. BURNING BODY
歌：乙狩アドニス
作詞：こだまさおり、作曲・編曲：山本玲史

初回限定生産盤 特典CD収録曲
1. BRAND NEW STARS!!（UNDEAD ver.）
作詞：こだまさおり、作曲：桑原聖（Arte Refact）、編曲：脇眞富（Arte Refact）
2. Walk with your smile（UNDEAD ver.）
作詞：松井洋平、作曲・編曲：中土智博（APDREAM）
3. FUSIONIC STARS!!（UNDEAD ver.）
作詞：こだまさおり、作曲：大熊淳生（Arte Refact）、編曲：大熊淳生&原田篤（Arte Refact）
4. Surprising Thanks!!（UNDEAD ver.）
作詞：松井洋平、作曲・編曲：伊藤和馬（Arte Refact）
5. One with One（UNDEAD ver.）
作詞：こだまさおり、作曲・編曲：佐藤厚仁（Dream Monster)

## Vol.09 紅月
2024年2月7日発売。『!』の『アルバムシリーズ』から通算すると「紅月」の2ndアルバム。「デッドマンズ」の歌唱楽曲も収録。
収録曲
1. 風雅（Instrumental）
2. 絲
作詞・作曲：町屋（和楽器バンド）、編曲：町屋&和楽器バンド
3. 紅月いろは唄
作詞：こだまさおり、作曲：本多友紀（Arte Refact）、編曲：脇眞富（Arte Refact）
4. 夏鳥の詩 -サマーバード-
作詞：松井洋平、作曲・編曲：佐藤純一（fhána）
5. 月光奇譚
作詞：松井洋平、作曲・編曲：飯塚昌明
6. 金色千夜夢舞台
作詞：こだまさおり、作曲・編曲：めんま
7. 夜空、然りとて鵲は
作詞：こだまさおり、作曲・編曲：伊藤和馬（Arte Refact）
8. fuzz.（Instrumental）
9. ROCK ROAR （ボーナストラック）
歌：デッドマンズ
作詞：(K)NoW_NAME:Genki Mizuno、作曲・編曲：(K)NoW_NAME:Shuhei Mutsuki
10. Unpredictable Reincarnation
歌：蓮巳敬人
作詞：松井洋平、作曲・編曲：小木岳司
11. 紅返礼歌
歌：鬼龍紅郎
作詞：こだまさおり、作曲：本多友紀（Arte Refact）、編曲：脇眞富（Arte Refact）
12. 誠心決風録
歌：神崎颯馬
作詞：松井洋平、作曲・編曲：玉木千尋

初回限定生産盤 特典CD収録曲
1. BRAND NEW STARS!!（紅月 ver.）
作詞：こだまさおり、作曲：桑原聖（Arte Refact）、編曲：脇眞富（Arte Refact）
2. Walk with your smile（紅月 ver.）
作詞：松井洋平、作曲・編曲：中土智博（APDREAM）
3. FUSIONIC STARS!!（紅月 ver.）
作詞：こだまさおり、作曲・編曲：大熊淳生（Arte Refact）
4. Surprising Thanks!!（紅月 ver.）
作詞：松井洋平、作曲・編曲：伊藤和馬（Arte Refact）
5. One with One（紅月 ver.）
作詞：こだまさおり、作曲・編曲：佐藤厚仁（Dream Monster)

## Vol.10 Trickstar
2024年2月21日発売。『!』の『アルバムシリーズ』から通算すると「Trickstar」の2ndアルバム。
収録曲
1. 幸せの歌
作詞・作曲・編曲：HoneyWorks
2. BIGBANG REFLECTION!!
作詞：こだまさおり、作曲・編曲：佐藤純一（fhána）
3. Finder Girl
作詞：こだまさおり、作曲・編曲：SHOW（Digz, Inc. Group）
4. Unstoppable Love!
作詞：松井洋平、作曲・編曲：KoTa
5. Daydream×Reality
作詞・作曲：草野華余子、編曲：山口たこ&草野華余子
6. Romantic Xday!
作詞：松井洋平、作曲・編曲：草野将史
7. afterglow☆彡（Instrumental）
8. 君と未明に、
歌：氷鷹北斗
作詞：こだまさおり、作曲・編曲：信政誠
9. EverySing For You
歌：明星スバル
作詞：松井洋平、作曲・編曲：徳田光希
10. Glasses Hopper!!
歌：遊木真
作詞：松井洋平、作曲：新田目駿（HANO）、編曲：藤井健太郎&廣澤優也（HANO）
11. トキメキシェア
歌：衣更真緒
作詞：こだまさおり、作曲・編曲：山本玲史

初回限定生産盤 特典CD収録曲
1. BRAND NEW STARS!!（Trickstar ver.）
作詞：こだまさおり、作曲：桑原聖（Arte Refact）、編曲：脇眞富（Arte Refact）
2. Walk with your smile（Trickstar ver.）
作詞：松井洋平、作曲・編曲：中土智博（APDREAM）
3. FUSIONIC STARS!!（Trickstar ver.）
作詞：こだまさおり、作曲：大熊淳生（Arte Refact）、編曲：大熊淳生&脇眞富（Arte Refact）
4. Surprising Thanks!!（Trickstar ver.）
作詞：松井洋平、作曲・編曲：伊藤和馬（Arte Refact）
5. One with One（Trickstar ver.）
作詞：こだまさおり、作曲・編曲：佐藤厚仁（Dream Monster)

## Vol.11 流星隊
2024年3月6日発売。『!』の『アルバムシリーズ』から通算すると「流星隊」の2ndアルバム。
収録曲
1. The Opening!（Instrumental）
2. NEW DAYBREAK
作詞：こだまさおり、作曲：影山ヒロノブ、編曲：鳴瀬シュウヘイ
3. 彗星HALATION
作詞：こだまさおり、作曲・編曲：加藤裕介
4. Power Charge!++（Instrumental）
5. Colors Arise
作詞：松井洋平、作曲・編曲：amazuti
6. 熱血☆流星忍法帖
作詞：こだまさおり、作曲・編曲：ヒゲドライバー
7. RELAX PARADISE
作詞：松井洋平、作曲・編曲：やしきん（F.M.F）
8. 僕らのステラ
作詞：こだまさおり、作曲：FUJI&Dazsta（Relic Lyric, inc.）、編曲：Dazsta&FUJI（Relic Lyric, inc.）
9. Heart Heat Beat
作詞：松井洋平、作曲・編曲：山本玲史
10. 運命パワーエネルギー!
歌：南雲鉄虎
作詞：こだまさおり、作曲：宮崎京一（KEYTONE）、編曲：清水"カルロス”宥人&宮崎京一（KEYTONE）
11. Green to the sky
歌：高峯翠
作詞：松井洋平、作曲・編曲：藤井健太郎（HANO）
12. 清正同道応援歌!
歌：仙石忍
作詞：松井洋平、作曲・編曲：杉原亮
13. 心でぴったり愛になる
歌：守沢千秋
作詞：こだまさおり、作曲・編曲：新田目駿（HANO）
14. はっぴぃ・どろっぷす
歌：深海奏汰
作詞：松井洋平、作曲・編曲：椿山日南子（Dream Monster）

初回限定生産盤 特典CD収録曲
1. BRAND NEW STARS!!（流星隊 ver.）
作詞：こだまさおり、作曲：桑原聖（Arte Refact）、編曲：脇眞富（Arte Refact）
2. Walk with your smile（流星隊 ver.）
作詞：松井洋平、作曲・編曲：中土智博（APDREAM）
3. FUSIONIC STARS!!（流星隊 ver.）
作詞：こだまさおり、作曲：大熊淳生（Arte Refact）、編曲：大熊淳生（Arte Refact）
4. Surprising Thanks!!（流星隊 ver.）
作詞：松井洋平、作曲・編曲：伊藤和馬（Arte Refact）
5. One with One（流星隊ver.）
作詞：こだまさおり、作曲・編曲：佐藤厚仁（Dream Monster)

## Vol.12 Switch
2024年4月3日発売。『!』の『アルバムシリーズ』から通算すると「Switch」の2ndアルバム。「オルタード」の歌唱楽曲も収録。
収録曲
1. Magical Lightning--（Instrumental）
2. Seven Days “Prismagic”
作詞・作曲:八木沼悟志、編曲：八木沼悟志&齋藤真也
3. Brilliant Smile
作詞：松井洋平、作曲・編曲：R・O・N
4. A little bit UP!!
作詞：こだまさおり、作曲・編曲：水野谷怜（Arte Refact）
5. Chocola-Tic After School
作詞：松井洋平、作曲・編曲：ミト（クラムボン）
6. オモイノカケラ
作詞：こだまさおり、作曲・編曲：毛蟹（LIVE LAB.）
7. Romancing Cruise
作詞：こだまさおり、作曲・編曲：めんま
8. Time Travel--（Instrumental）
9. Twilight Pentagram（ボーナストラック）
歌：オルタード
作詞：松井洋平、作曲：山本恭平（Arte Refact）、編曲：山本恭平&河合泰志（Arte Refact）
10. Eccentric Party Night!! 追憶セレクションMix（ボーナストラック）
歌：五奇人
作詞：こだまさおり、作曲：R・O・N、編曲：河合泰志（Arte Refact）
11. Brand New Day--（Instrumental）
12. What A Kind Echo U Pass
歌：逆先夏目
作詞：松井洋平、作曲・編曲：h-wonder
13. キミを元気にする魔法
歌：春川宙
作詞：こだまさおり、作曲・編曲：SHIBU
14. 微睡み銀河
歌：青葉つむぎ
作詞：こだまさおり、作曲：Hiroki Sagawa&TARO MIZOTE（Relic Lyric, inc.）, Sei（from For Style）、編曲：TARO MIZOTE（Relic Lyric, inc.）

初回限定生産盤 特典CD収録曲
1. BRAND NEW STARS!!（Switch ver.）
作詞：こだまさおり、作曲：桑原聖（Arte Refact）、編曲：脇眞富（Arte Refact）
2. Walk with your smile（Switch ver.）
作詞：松井洋平、作曲・編曲：中土智博（APDREAM）
3. FUSIONIC STARS!!（Switch ver.）
作詞：こだまさおり、作曲：大熊淳生（Arte Refact）、編曲：大熊淳生&脇眞富（Arte Refact）
4. Surprising Thanks!!（Switch ver.）
作詞：松井洋平、作曲・編曲：伊藤和馬（Arte Refact）
5. One with One（Switch ver.）
作詞：こだまさおり、作曲・編曲：佐藤厚仁（Dream Monster)

## Vol.13 Eden
2024年5月8日発売。『!』の『アルバムシリーズ』から通算すると「Eden」の2ndアルバム。「Eve」と「Adam」の歌唱楽曲も収録。
収録曲
1. αντικατοπτρισμός（Instrumental）
2. KEEP OUT
作詞：Reol、作曲：Reol&KOTONOHOUSE、編曲：KOTONOHOUSE
3. Deep Eclipse
作詞：こだまさおり、作曲：sty（Digz, Inc. Group）、編曲：Dirty Orange（Digz, Inc. Group）
4. EXCEED
作詞：松井洋平、作曲：叶人&片山将太、編曲：片山将太
5. Psyche’s Butterfly
作詞：松井洋平、作曲：本多友紀（Arte Refact）、編曲：河合泰志（Arte Refact）
6. Ruby Love
歌：Eve
作詞：こだまさおり、作曲・編曲：SHOW（Digz, Inc. Group）
7. Melting Rouge Soul
歌：Adam
作詞：松井洋平、作曲：Hiroki Sagawa&katsuki.CF&TARO MIZOTE（Relic Lyric, inc.）、編曲：TARO MIZOTE（Relic Lyric, inc.）
8. 楽園追放 -Faith Conquest-
作詞：こだまさおり、作曲：SHOW（Digz, Inc. Group）、編曲：Dirty Orange（Digz, Inc. Group）
9. χτυπος καρδιας（Instrumental）
10. Absolute Perfection
作詞：こだまさおり、作曲：本多友紀（Arte Refact）、編曲：河合泰志（Arte Refact）
11. We're all alone
歌：乱凪砂
作詞：松井洋平、作曲：Joshua Leung&栗原暁（Jazzin’park）、編曲：Joshua Leung
12. Accept My Love
歌：巴日和
作詞：松井洋平、作曲・編曲：フワリ（Dream Monster)
13. Salute Desire
歌：七種茨
作詞：こだまさおり、作曲：本多友紀（Arte Refact）、編曲：脇眞富（Arte Refact）
14. Unlock the Soul
歌：漣ジュン
作詞：松井洋平、作曲・編曲：アッシュ井上（Dream Monster）

初回限定生産盤 特典CD収録曲
1. BRAND NEW STARS!!（Eden ver.）
作詞：こだまさおり、作曲：桑原聖（Arte Refact）、編曲：脇眞富（Arte Refact）
2. Walk with your smile（Eden ver.）
作詞：松井洋平、作曲・編曲：中土智博（APDREAM）
3. FUSIONIC STARS!!（Eden ver.）
作詞：こだまさおり、作曲：大熊淳生（Arte Refact）、編曲：大熊淳生&河合泰志（Arte Refact）
4. Surprising Thanks!!（Eden ver.）
作詞：松井洋平、作曲・編曲：伊藤和馬（Arte Refact）
5. One with One（Eden ver.）
作詞：こだまさおり、作曲・編曲：佐藤厚仁（Dream Monster)

## Vol.14 Knights
2024年5月22日発売予定。『!』の『アルバムシリーズ』から通算すると「Knights」の2ndアルバム。
収録曲
1. -dazzling night-（Instrumental）
2. Wonderful Happiness
作詞：松井洋平、作曲・編曲：HIKARI
3. Little Romance
作詞：松井洋平、作曲・編曲：UTA
4. Coruscate Breeze
作詞：松井洋平、作曲：YASUSHI WATANABE、編曲：Nhato（Otographic Music）
5. Mystic Fragrance
作詞：松井洋平、作曲・編曲：h-wonder
6. Castle of my Heart
作詞：こだまさおり、作曲：SHIBU&YU-G、編曲：SHIBU
7. Or the Beautiful Golden Drop
作詞：こだまさおり、作曲・編曲：橘亮祐&篠崎あやと
8. -for even a moment-（Instrumental）
9. We’ll be “Knights”
歌：Knights（レオ・泉）with 凛月・嵐
作詞：松井洋平、作曲：山本恭平（Arte Refact）、編曲：河合泰志（Arte Refact）
10. Luminous Crown
作詞：松井洋平、作曲：SHOW&Wolf Kid（Digz, Inc. Group）、編曲：Wolf Kid（Digz, Inc. Group）
11. Shall we dance?
歌：朱桜司
作詞：松井洋平、作曲：信政誠、編曲：山口朗彦
12. ユニゾンが聞こえる
歌：月永レオ
作詞：こだまさおり、作曲：久下真音&金子麻友美、編曲：酒井拓也（Arte Refact）
13. ALTA MODA -アルタ・モーダ-
歌：瀬名泉
作詞：松井洋平、作曲・編曲：BOYHOOD（Digz, Inc. Group）
14. My Sunshine, You’re Moonlight
歌：朔間凛月
作詞：松井洋平、作曲・編曲：太田雄大
15. KISS YOURSELF
歌：鳴上嵐
作詞：こだまさおり、作曲：河合泰志&山本恭平（Arte Refact）、編曲：河合泰志（Arte Refact）

初回限定生産盤 特典CD収録曲
1. BRAND NEW STARS!!（Knights ver.）
作詞：こだまさおり、作曲：桑原聖（Arte Refact）、編曲：脇眞富（Arte Refact）
2. Walk with your smile（Knights ver.）
作詞：松井洋平、作曲・編曲：中土智博（APDREAM）
3. FUSIONIC STARS!!（Knights ver.）
作詞：こだまさおり、作曲：大熊淳生（Arte Refact）、編曲：大熊淳生&河合泰志（Arte Refact）
4. Surprising Thanks!!（Knights ver.）
作詞：松井洋平、作曲・編曲：伊藤和馬（Arte Refact）
5. One with One（Knights ver.）
作詞：こだまさおり、作曲・編曲：佐藤厚仁（Dream Monster)